# Rida
De Rida is een beek in België, een zijrivier van de Maas. Ze ontspringt in Vottem, doorkruist de stad Herstal en mondt uit in de Maas.

## Geomorfologie
De nabijheid van de Maas heeft een regressieve erosie veroorzaakt zodat de vallei van de Rida (zoals de aangrenzende valleien tussen Luik en Haccourt ) de rand van het plateau van droog Haspengouw versnijdt en vervolgens de Maaskant en de terrassen van de Maas heel diep insnijdt, in de vorm van een ravijn dat naar Herstal leidt.
De dominante bodems in de Rida-vallei zijn siltige bodems met gunstige natuurlijke drainage (Ab) en siltige steenachtige bodems beladen met vuursteen of grind of conglomeraat en met overwegend gunstige natuurlijke drainage (Gb). Deze laatste bodems zijn direct gerelateerd aan ontsluitingen van vuursteenklei, en lager tot enkele fragmenten van Maasterrassen. Opvallend is dat de bodems van het bron- en moerasgebied niet gedifferentieerd zijn. Dit ongetwijfeld vanwege de te lage dichtheid van de boorgaten (ongeveer één per ha).

## Verloop

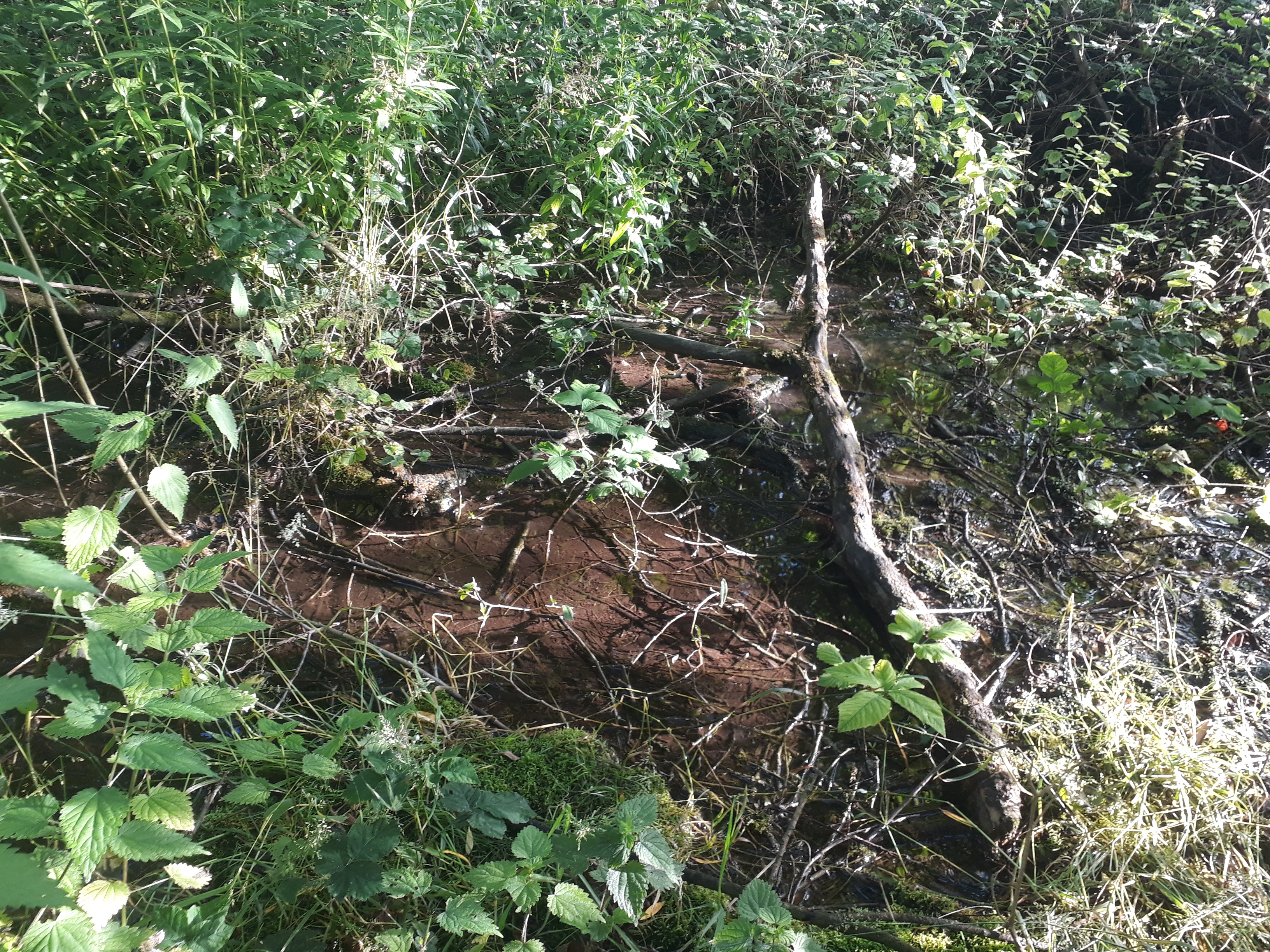
Huidige bron van de Rida in Vottem en cranière

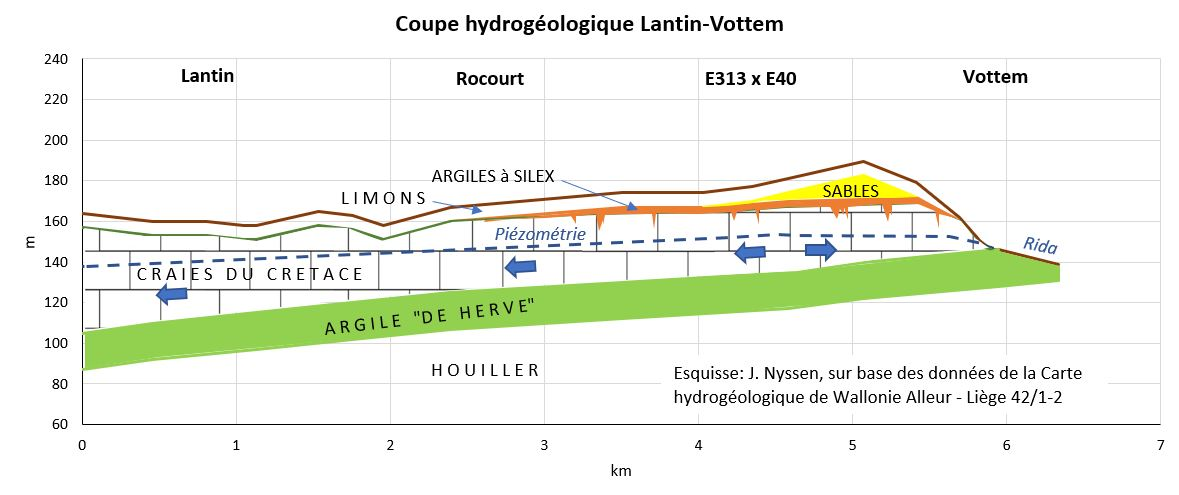

### Bronwaters
Het water infiltreert door de kalksteen van het Krijt dat stroomopwaarts ligt en voedt de grondwaterspiegel van Haspengouw . Alle bronnen bevinden zich op het niveau van het wateroppervlak gevormd door de geologische formatie van de Herveklei. Het debiet van de bronnen werd beïnvloed door de volgende verschijnselen:
- Naarmate het stroomopwaartse bekken zich ontwikkelde, werden de waterdichte oppervlakken vergroot. Tijdens buien voeren oppervlakken van materialen zoals asfalt en beton en daken regenwater naar riolen, in plaats van dat het water in de grond sijpelt . Als gevolg hiervan wordt het bijvullen van watervoerende lagen verminderd en neemt de afvloeiing van stedelijke gebieden in het bekken toe.[7]
- Deze watervoerende laag is een "hooggelegen grondwaterspiegel"[8] (veel hoger dan het niveau van de aangrenzende rivier, de Maas); met de ontwikkeling van steenkoolmijnen werd op veel plaatsen de klei-aquiclude doorboord, waardoor verticale (neerwaartse) afwatering ontstond.[9] Dit water werd lager in de ondergrond door middel van galerijen afgevoerd en in de Maas geloosd.
- Verder naar het noordwesten, overal in Haspengouw, worden de wateren van deze watervoerende laag onderschept en opgepompt.[3][10]

Dit alles veroorzaakte een verlaging van het piëzometrische niveau en het opdrogen van de bronnen van de Rida.

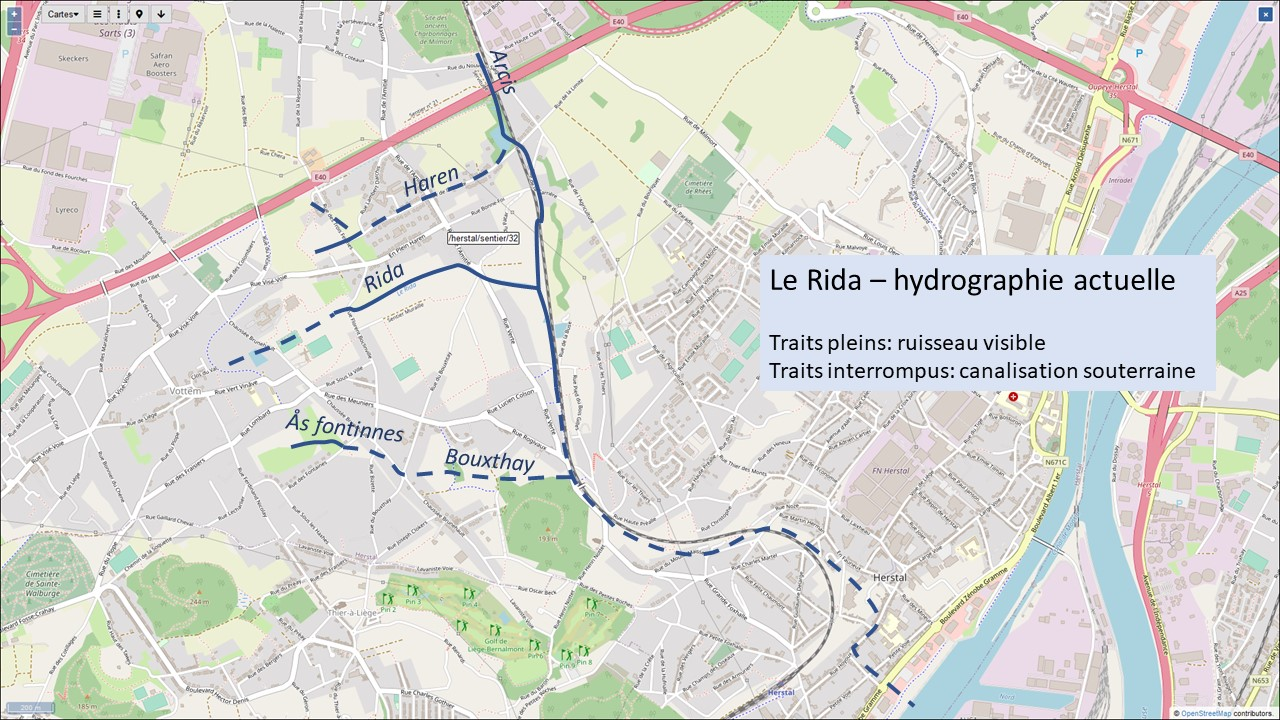
Huidige hydrografie

Onlangs werd er een reactivering van bronnen waargenomen. Een mogelijke oorzaak zou zijn dat de mijngalerijen geleidelijk instorten, waardoor ondergrondse afwatering wordt voorkomen en dat de grondwaterspiegel terugkeert naar het oorspronkelijke niveau.

#### De Rida
De belangrijkste bron van de Rida bevindt zich in Vottem. Dit oude moerasland heette "li pré Cadjo", en de dorpskinderen baadden er. Basisschoolleerlingen kwamen met de klas om op kikkervisjes te vissen.
De huidige bron bevindt zich stroomafwaarts van een voormalige stortplaats. Het produceert echter zeer helder water, zoals blijkt uit een grote afzetting van kalksteentuf, in Wallonië "cron" of "cranière" genoemd. Er is ook aanwezigheid van gours. Dergelijke verstenende bronnen zijn vrij zeldzaam ten noorden van de Maas.
Even stroomafwaarts, langs de Rida, was de boerderij van Ruwet, nog steeds zichtbaar op kadastrale kaarten in 1958, met een vijver waar de laatste boer, de heer Colson, waterkers exploiteerde De vijver is opgevuld maar er groeit nog steeds wilde waterkers, stroomafwaarts van het brongebied.
Tussen Vottem en Herstal is de loop zichtbaar, maar gekanaliseerd; op een plaats genaamd Au Patar, neemt de Rida kort zijn natuurlijke morfologie aan.

#### Ruisseau de Haren
De bronnen van de Ruisseau de Haren bevinden zich op de grens van Herstal en Vottem; haar debiet is zelden krachtig genoeg om de hoofd-Rida te bereiken. Een bron bevindt zich in een holle weg (Chemin vicinal nr. 11) op de hoek van de Rue des Bruyères (Chemin vicinal nr. 30), allemaal onder dekking van heggen en struiken ( 50° 41′ NB, 5° 36′ OL), anderen in de Rue de la Source.

#### Ås fontinnes- Bouxthay

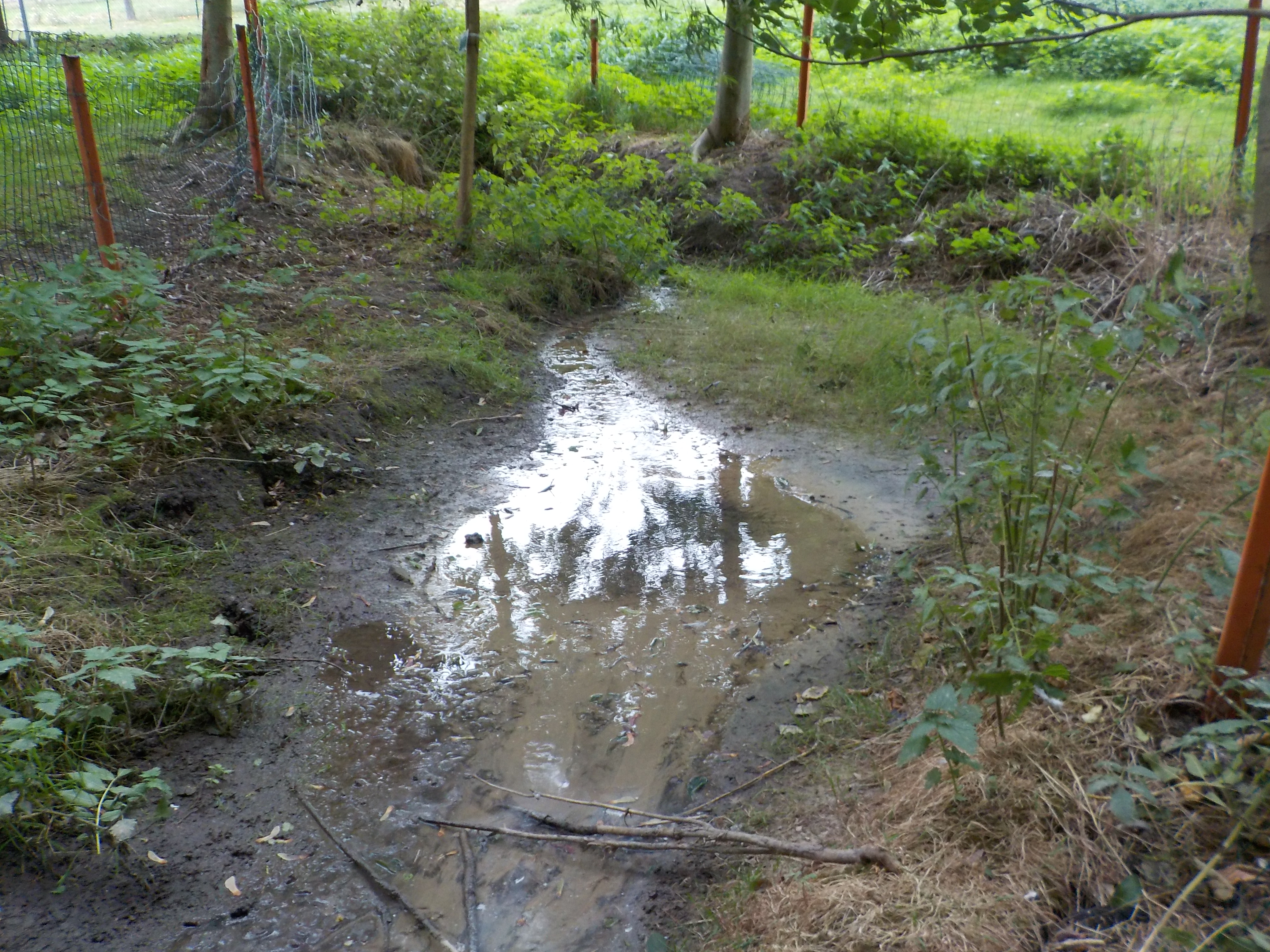
Bron Ås fontinnes

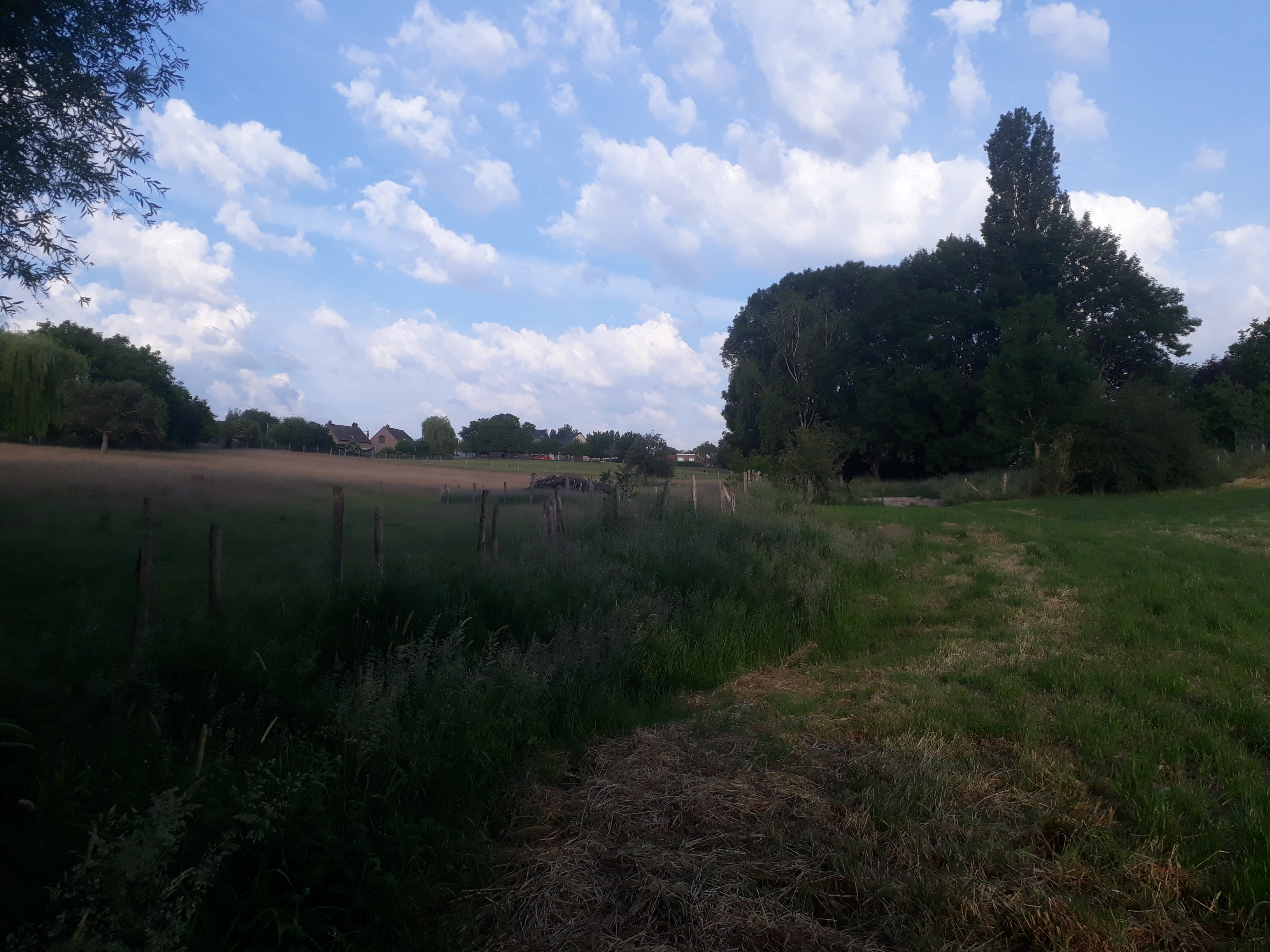
Ås fontinnes

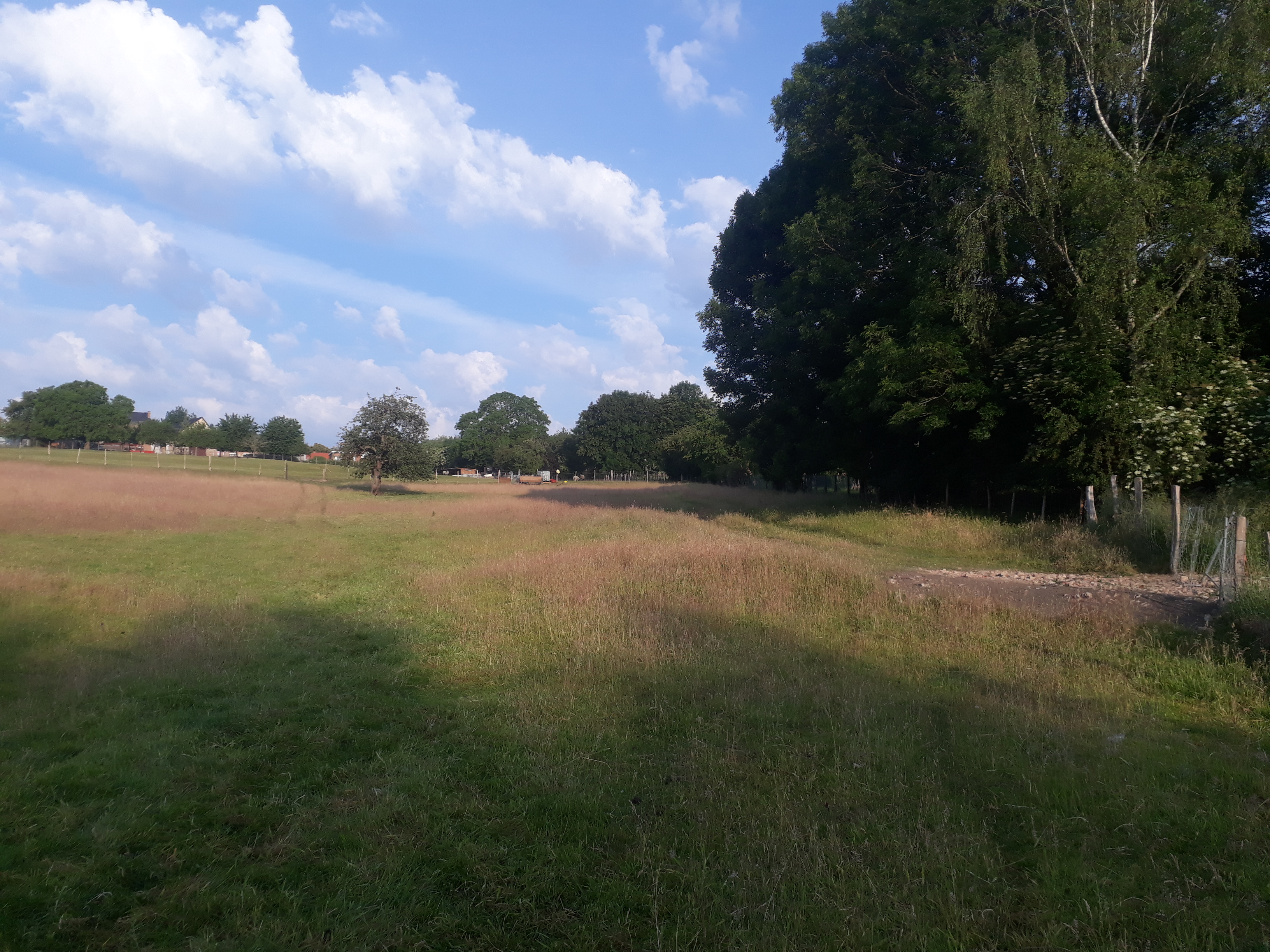
Ås fontinnes - droogdal stroomopwaarts

De bronnen van deze beek liggen in een weiland en de Ås fontinnes- beek geeft een indruk van het oorspronkelijke landelijke landschap van alle aangrenzende dalhoofden. In de waalse taal betekent Ås fontinnes "bij de bronnen" Op de dalflanken enkele bomen die de overblijfselen zijn van een oud hakhout - tot in de 19e eeuw kwamen de armen van het dorp hout hakken op de heuvel Platduron en water halen bij de bron. Het brongebied is waar de Herveklei dagzoomt. Het water dat infiltreerde door het Krijt van het Maastrichtiaan komt hier als een bron aan de oppervlakte. In het traditionele landschap stroomde Ås fontinnes door een drassige vallei, waar waterkers in grote hoeveelheden groeide. De rivier vertoonde een aquatische ecologie die geschikt was voor waterkers: helder, ondiep, niet-zuur, langzaam stromend water. De bewoners van de omgeving kwamen deze waterkers in hele zakken oogsten en verkochten ze op de veiling van Vottem.
Momenteel blijft het een onverwachte beek en landschap in een grotendeels verstedelijkte omgeving. We zien een droogdal (xhavée) stroomopwaarts van de bronnen, op het krijt, en dan een beek met helder water. Door de mindere infiltratie is de stroming ongetwijfeld sterk afgenomen en is de koers gecorrigeerd om de weilanden droog te leggen. Ook de waterkers is verdwenen. Ås fontinnes blijft een semi-natuurlijk landschap.

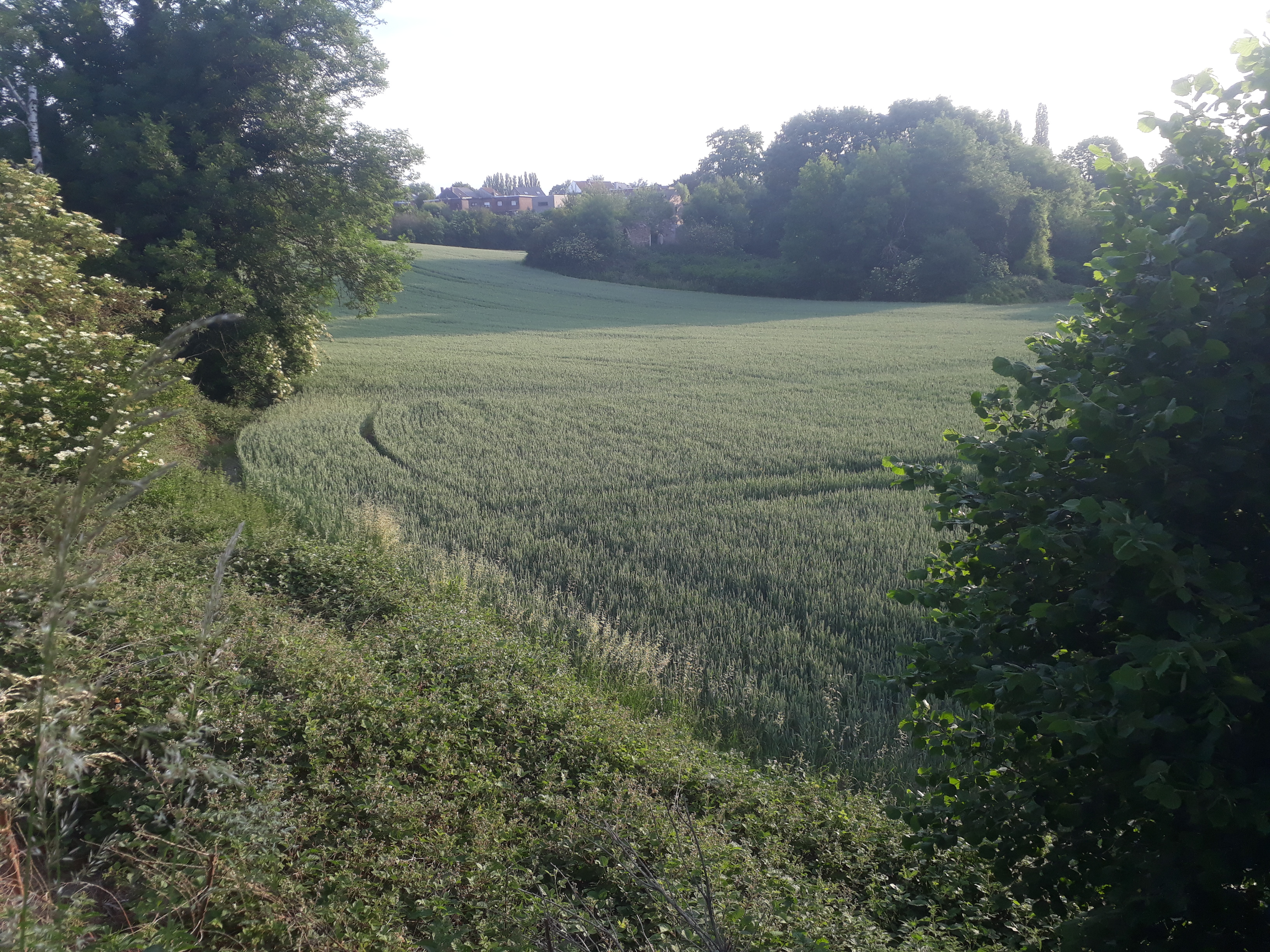
De ondergrondse Ruisseau du Bouxthay doorkruist deze vallei nabij de ruïnes van het kasteel met dezelfde naam

Verder stroomafwaarts heet de beek Ruisseau du Bouxthay. Op IGN-kaarten is het nog steeds zichtbaar tot aan de ruïnes van het kasteel met dezelfde naam. Het sloot zich aan bij de hoofd-Rida nabij de huidige positie van de Rue Charlemagne. Stroomafwaarts van de Fontinnes stroomt deze beek door een buis.

#### Exhaure de Milmort
Deze beek ontwatert het lagere deel van Milmort; het is een intermittente stroom. Sinds de aanleg van de spoorlijn Luik-Hasselt stroomt het water door de zijafvoer van de rails.

### Hoofdrivier
De hoofdrivier begint nadat de Rida de wateren van Haren en de Exhaure de Milmort heeft ontvangen. Op deze locatie zijn er drassige gronden waarop de enige twee rietvelden in de gemeente Herstal zijn ontwikkeld . Er is een opmerkelijke knotwilg met een omtrek van 3 m, die sinds zeker het jaar 2000 niet is gesnoeid.
Stroomafwaarts van het brugje onder de spoorlijn Luik - Tongeren bij de Boerderij van Patar is er nog een natte weide, maar het water van de Rida wordt opgenomen in een buis die het naar de Maas leidt. Hier en daar zijn nog sporen van de loop van de Rida zichtbaar in het stedelijk landschap.
De Rida wordt meegenomen naar een plaats genaamd Bériwa (in Herstal ) (Etymologie: "Beau Ruisseau" (in het Waals), volgens de Atlas des Chemins Vicinaux van 1841).

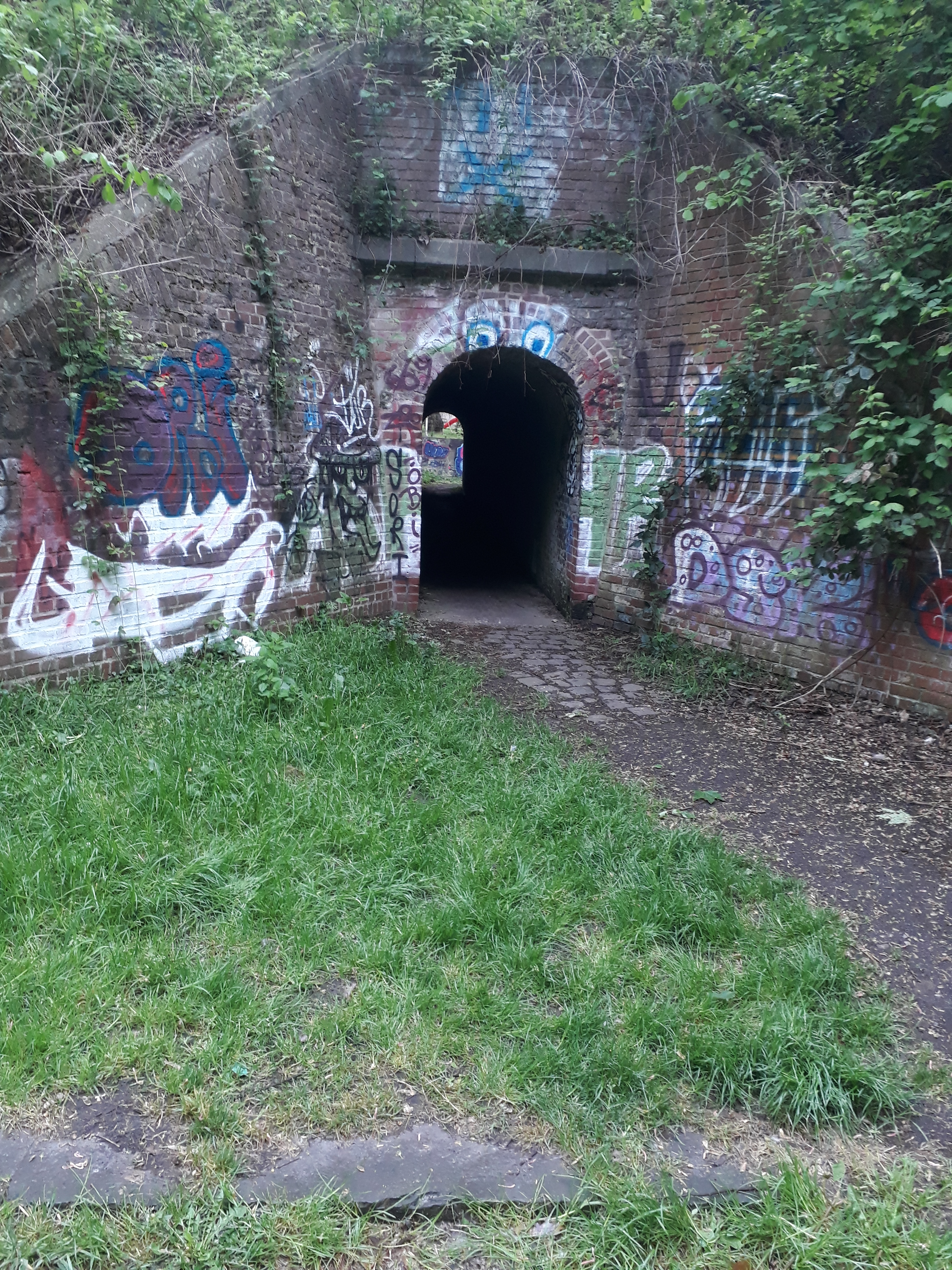
Brug onder de rails van de spoorlijn Luik-Tongeren waar de Rida ondergronds doorheen loopt, samen met het voetpad nr. 100. De rand in blauwe steen op de voorgrond markeert de plek waar de Rida weer tevoorschijn kwam; later is het hier opgenomen in een buis.

### Benedenloop

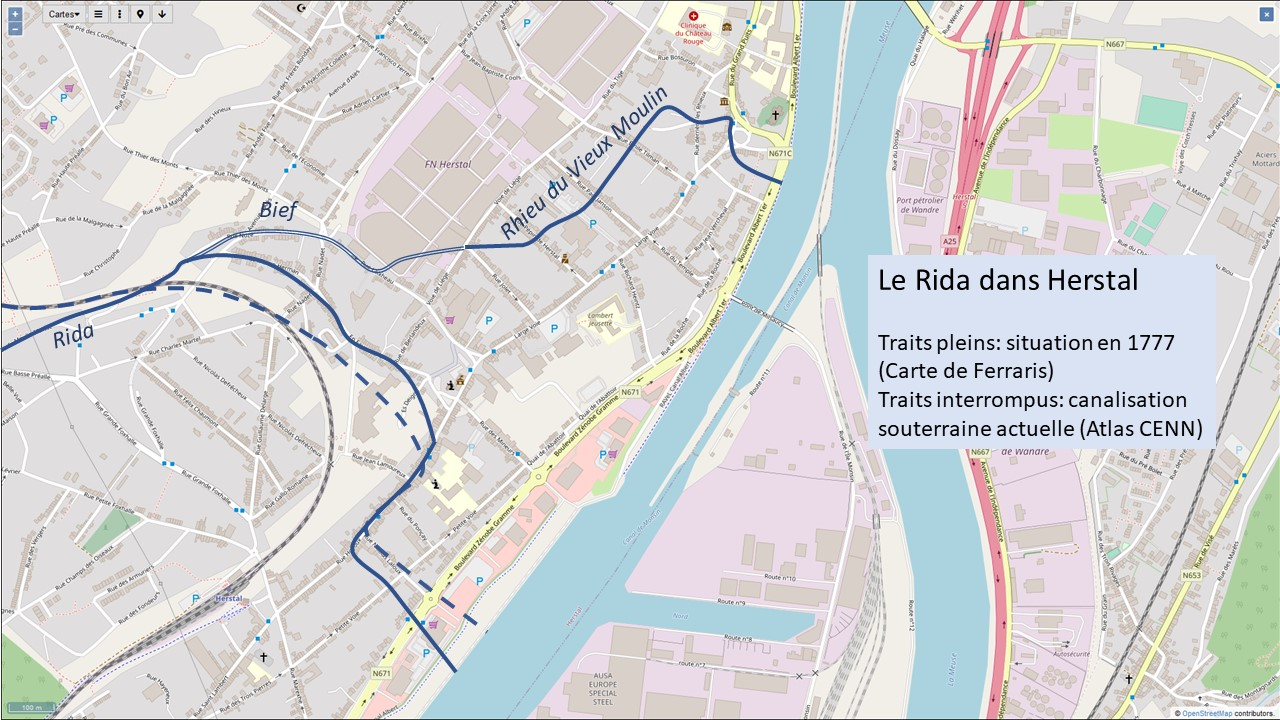
De Rida in Herstal

Stroomafwaarts van Bériwa, na de Moulin Nozé, splitste de Rida zich in tweeën. De hoofdloop werd omgeleid door de huidige locatie van de rue Laixheau en stroomde richting Place Licour. Bij onweders liep een deel van de stroom in de oorspronkelijke loop, via Rue Faurieux, waar het gewelf van de doorgang onder een oude spoorlijn nog zichtbaar is.

## Geschiedenis

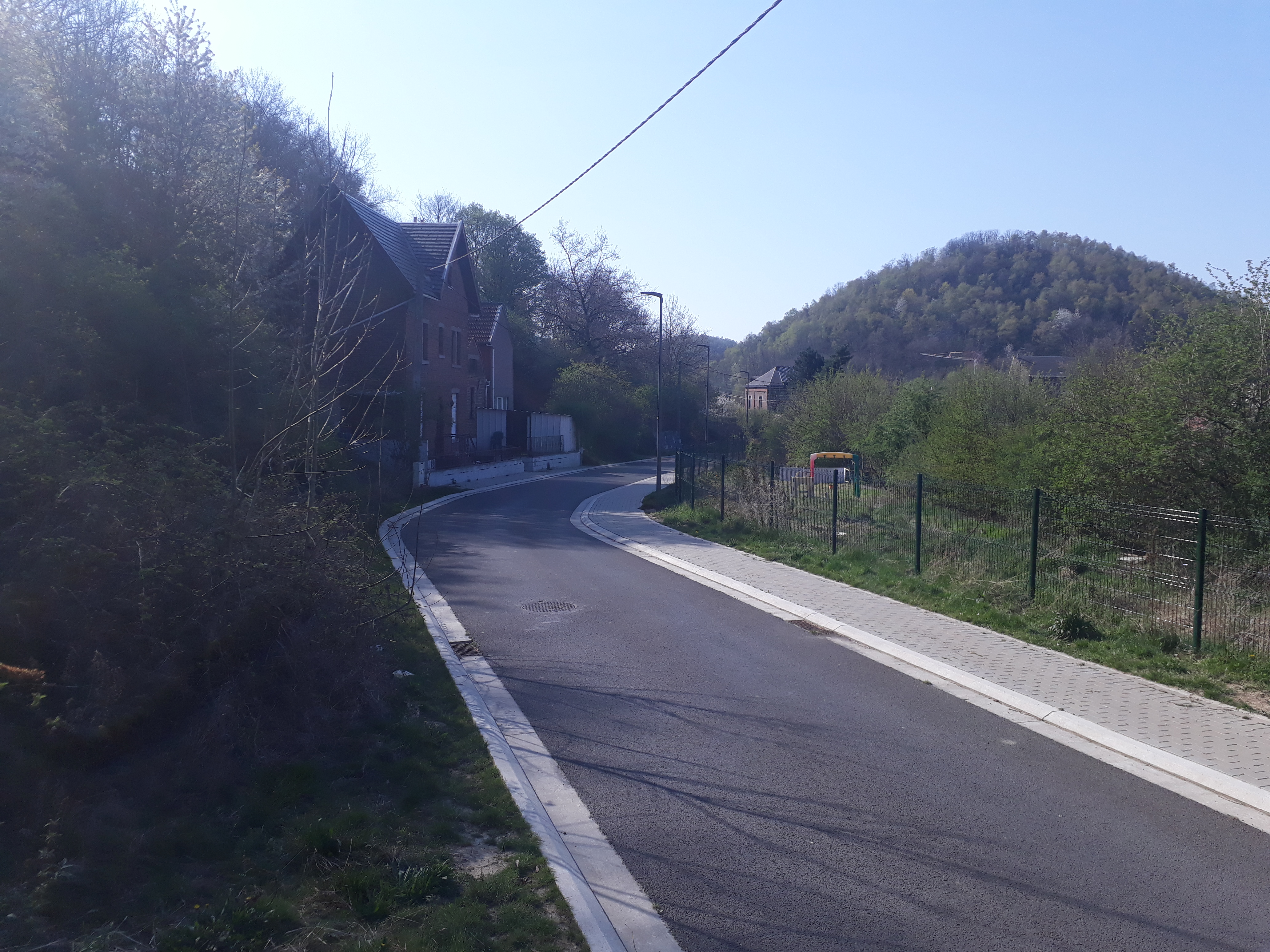
Vanaf de Rue Bois Gilles wordt de Rida opgenomen in het rioolnetwerk van de stad Herstal

Langs de Rida stonden negen watermolens. Daarom heette de beek ooit "Rieu des Mollins". De oorspronkelijke naam van de Charlemagne-boerderij was "Moulin du Rida".
De hellingen van de Rida-vallei werden gebruikt voor groenteteelt, met name aardbeien.

## Categorisering
De Rida is opgenomen in de Atlas van onbevaarbare waterwegen. In deze atlas heet het deel in Vottem de Ruisseau du Ponçay (derde categorie) en het deel in Herstal, Ruisseau du Patar (tweede categorie).

## Rivierbeheer

### Vervuilingsrisico's
Tot in de jaren zeventig lag er een open vuilnisbelt aangelegd in het dalhoofd van de Rida-vallei. Dit stort werd verlaten en herbebost, zonder enige specifieke saneringsmaatregelen. De Rida passeert er onder door via een buis die uitkomt aan de voet van de oude stortplaats. In april 2008 heeft Dr. Migeotte, inwoner van Vottem, grondmonsters laten analyseren rond deze stortplaats in het laboratorium van het Malvoz Instituut in Luik. De conclusie was dat de concentraties cadmium, lood en echte koolwaterstoffen een risico vormen voor de menselijke gezondheid en het milieu. Tijdens de gemeenteraad van Herstal in oktober 2008 werd burgemeester Frédéric Daerden hierover ondervraagd door alle fracties. Raadslid Johan Vandepaer ( PTB ) sprak de vrees uit dat zowel de omringende bodem als de wateren van de Rida vervuild zouden raken en vroeg de gemeenteraad om stalen in het laboratorium te analyseren. De burgemeester kondigde aan dat hij contact had opgenomen met SPAQUE om analyses en verificaties op de site uit te voeren, en dat hij de leden van de gemeenteraad over de resultaten zou informeren.
De beek is niet opgenomen in de karakteriseringsbladen voor de oppervlaktewatermassa's van de DHI Maas.

### Opwaardering
In het gemeentelijke structuurschema van 2013 is gepland om de delen die nog openliggen van de Rida op te waarderen en andere delen terug aan het oppervlak te brengen, wanneer dit haalbaar blijkt. De gemeente maakt echter geen deel uit van het riviercontract "Meuse Aval".

## Toponymie en "branding"
In een gedetailleerde inventarisatie van de toponymie van Vottem, opgetekend in archieven die teruggaan tot de 13e eeuw, komt de toponymie "Rida" het vaakst voor. Oorspronkelijk schreef men "Rieu dauble", waarbij de stam auble gehecht is aan het Latijnse albus (wit), dus "Witte Beek".
Met name in Vottem heeft de Rida een positieve connotatie, doorgegeven van generatie op generatie:
- Eind jaren zeventig, begin jaren tachtig heette het bladje van de scholieren van het Athénée Royal de Vottem (gelegen langs de beek) "Le Rida Enchaîné".
- De voormalige naam van Rue Florent Boclinville in Vottem was Rue du Rida.[12]
- Er circuleren legendes in Vottem over de Rida-vallei; heksen kwamen daar en er wordt ook vermeld dat het vroeger een frivole ontmoetingsplaats was waar mensen met paard en wagen uit Luik naar toe kwamen.[27]

De namen "Ruisseau du Ponçay" en "Ruisseau du Patar" die op bepaalde administratieve kaarten voorkomen zijn in Vottem niet bekend. Ook vindt men deze namen aan het begin van de 20ste eeuw niet in een lijst van de toponymie van Vottem.

## Aantekeningen en verwijzingen
1. 1 2  Bourguignon, P. 1957. TEXTE EXPLICATIF DE LA CARTE DES SOLS DE LA BELGIQUE. TEXTE EXPLICATIF DE LA PLANCHETTE DE Liège 121E. Édité sous les auspices de l'Institut pour l'encouragement de la Recherche Scientifique dans l'Industrie et l'Agriculture (I. R. S. I. A.) http://carto1.wallonie.be/Documents/CSB/Livrets/121E.PDF
2. ↑  Carte des Sols de Wallonie http://geoapps.wallonie.be/Cigale/Public/#CTX=CNSW#BBOX=234667.15834092954,236703.13116287516,151731.96753485536,152828.66764492227
3. 1 2 3  http://environnement.wallonie.be/cartosig/cartehydrogeo/document/Carte_4212.pdf Carte hydrogéologique de Wallonie Alleur - Liège 42/1-2
4. ↑  http://environnement.wallonie.be/cartosig/cartehydrogeo/document/Notice_4212.pdf Ruthy, I., Dassargues, A., 2006. Carte hydrogéologique de Wallonie Alleur - Liège 42/1-2; notice explicative
5. ↑  Monjoie, A. 1974. Phénomènes de dissolution dans la zone Nord de Liège. 2ème Congrès International de l’Association Internationale de Géologie de l’Ingénieur, III-18: 10 pp., 4 fig., Sao Paolo.
6. ↑  Pel, J., 1960. Observations géologiques et hydrogéologiques sur le territoire de la commune de Vottem. Ann. Soc. Géol. de Belgique. Tome LXXXIII: 345-350.
7. ↑  https://hachhachhh.blogspot.com/2020/01/55ieme-balade-sante-mplp-herstal-la.html"Un bassin d’orage et l’instabilité minière"; section de: 55ième balade-santé MPLP Herstal : la Bacnure, Bernalmont et Belle-vue
8. ↑  ADES - Glossaire. www.ades.eaufrance.fr. Gearchiveerd op 15 maart 2016. Geraadpleegd op 14 mars 2016.
9. ↑  Fan, G. and Zhang, D., 2015. Mechanisms of aquifer protection in underground coal mining. Mine Water and the Environment, 34(1), pp.95-104
10. ↑  Visite dans la nappe phréatique de Hesbaye qui alimente Liège https://www.lanouvellegazette.be/363786/article/2019-03-21/visite-dans-la-nappe-phreatique-de-hesbaye-qui-alimente-liege
11. ↑  Brière, François (2012). Distribution et collecte des eaux. Presses inter Polytechnique, "Chapitre EAUX DE RUISSELLEMENT EN MILIEU URBAIN". Geraadpleegd op 2 juni 2020.
12. 1 2 3 4  Fraikin, J., Gérard, P., Carpay, F., Matthys, H., Noelanders, J., Donis, P., 1987. Le temps où Vottem riait. Ans, Imprimerie Frings IFA
13. ↑  DGARNE: Sources pétrifiantes http%3A%2F%2Fbiodiversite.wallonie.be%2Fservlet%2FRepository%2F7220_sources-petrifiantes.pdf%3FID%3D12828%26saveFile%3Dtrue&usg=AOvVaw0H_uH4m1UkYMIZrSIm0Dex
14. ↑  Commune de Vottem, plan du Ruisseau du Ponçay http://carto1.wallonie.be/documents/Par_province/Liege/Liege/HERSTAL/VOTTEM/62112A0202.TIF
15. ↑  Atlas des voiries vicinales de 1841 https://web.archive.org/web/20220109124654/http://geoapps.wallonie.be/atlas1841/vicinal
16. ↑  Témoignage de membres d'une des familles souches de Vottem qui habite toujours le vallon.
17. 1 2  40ième balade-santé MPLP : les sentiers, impasses et cul-de-sac de Vottem http://hachhachhh.blogspot.com/2018/08/40ieme-balade-sante-mplp-les-sentiers.html
18. ↑  Berthe au grand pied, par Rémi Usseil, Paris 2014
19. ↑  La culture des fraises au Thier-à-Liège et à Vottem (1933) - Enquête du Musée de la Vie wallonne https://www.youtube.com/watch?v=tDHk3PRNIrE
20. ↑  Département de la ruralité et des cours d'eau, Atlas des cours d'eau non navigables http://environnement.wallonie.be/cartosig/atlascenn/
21. ↑  Vottem - Un simple citoyen a fait analyser des échantillons de sol : L’ancienne décharge polluée. Le Soir (3/11/2008).
22. ↑  Motion du conseiller Vandepaer au Conseil Communal de Herstal du jeudi 30 octobre 2008
23. ↑  Fiches de caractérisation des masses d’eau de surface du DHI Meuse http://eau.wallonie.be/spip.php?article172
24. ↑  Schéma de Structure Communal de 2013 https://web.archive.org/web/20201031042107/https://www.herstal.be/ma-ville/services-communaux/urbanisme/schema-de-structure-communal-rapport.pdf
25. ↑  Contrat de Rivière Meuse Aval https://www.meuseaval.be/
26. 1 2  Renard, E., 1934. Toponymie de Vottem et de Rocour-lez-Liège. Liège: H. Vaillant-Carmanne.
27. ↑  Smeers, R., 1984. Le Rida ... son ruisseau ... ses légendes. Herstal Actualités, n° 20 (Juin 1984), pp. 11-12